# 柳田布尾山古墳
柳田布尾山古墳（日语：／ Yanaidanunooyamakofun）是位於日本富山縣冰見市柳田的一座前方後方墳，日本國史跡，富山縣內規模最大的古墳。

## 概要
古墳位於富山縣西北部的能登半島南部東面，十二町潟對面誌標高約25米的丘陵端部。1998年6月24日，冰見市史編纂事業在當地考察期間首次發現古墳。1998至1999年，冰見市教育委員會對古墳展開了第1次和第2次考古調查，並將成果輯錄成書於2000年出版。2000年，展開了第3次考古調查、雷達探測和電勘探，成果在2001年輯錄成書出版。2001年1月29日，古墳獲指定為日本國史跡。2001至2002年度，古墳的土地公有化。2003至2005年度，進行了史跡整備。2006年4月，柳田布尾山古墳公園啟用。
古墳為前方後方墳，前方部分朝西北偏北。墳丘有兩層，長約107.5米，為富山縣內規模最大的古墳，日本海方面的前方後方墳中亦屬規模最大，日本全國來說則是首十位內規模最大。墳丘表面未有發現葺石和埴輪，前方部分末端由不規則的周濠所包圍。雖然主體部分的墓室形態是橫置於後方部分中央處的粘土槨，但是由於曾經遭到盜墓，因此詳細不明。
古墳推測建於古墳時代前期（約3世紀末至4世紀初）。古墳所在的丘陵左右均是布勢水海，亦被認為是意識了富山灣和二上山丘陵而建成的，因此推測入葬者是以富山灣為中心，掌握了日本海的海上交通的人。

## 規模

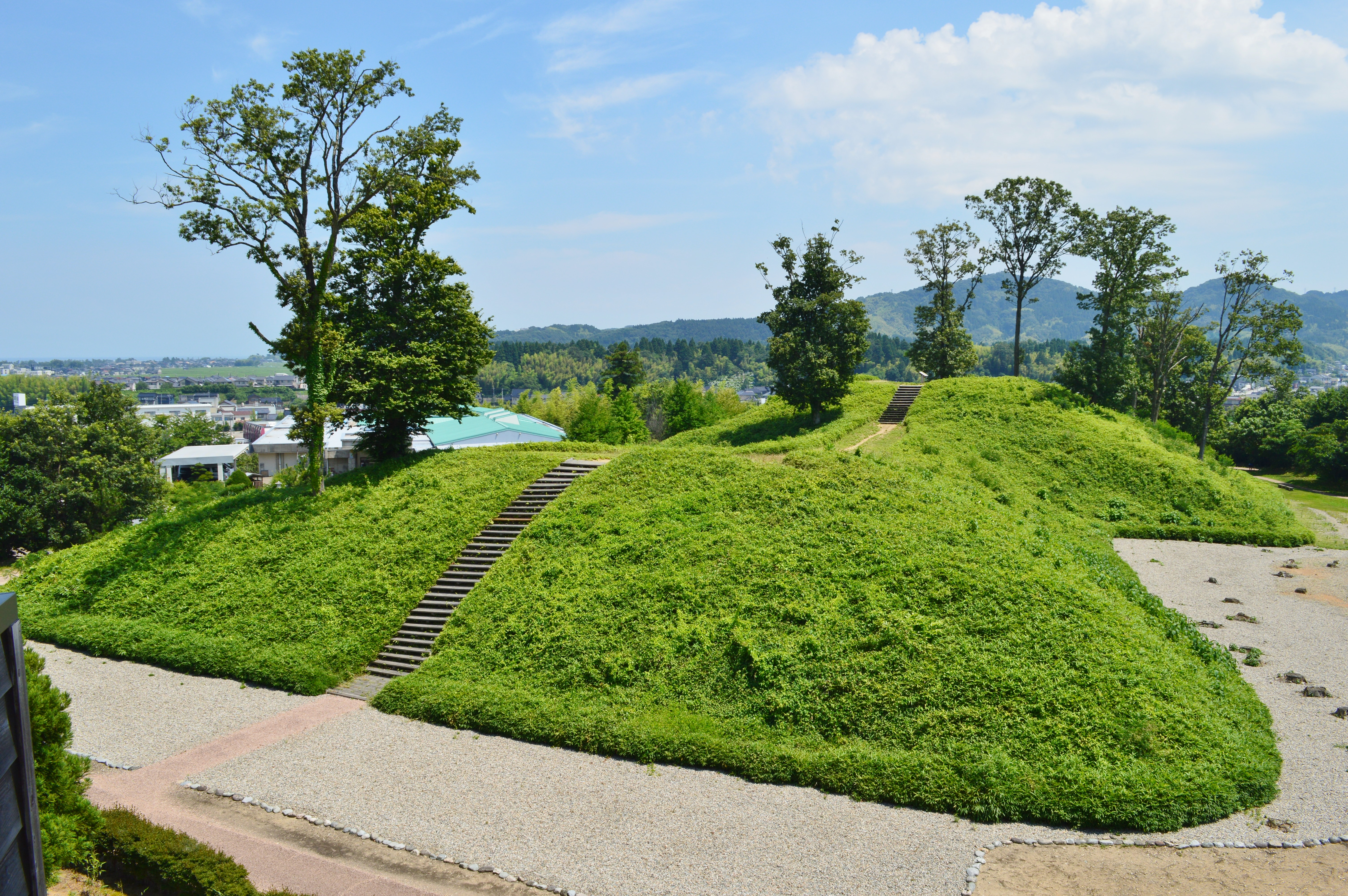
從古墳館望向墳丘

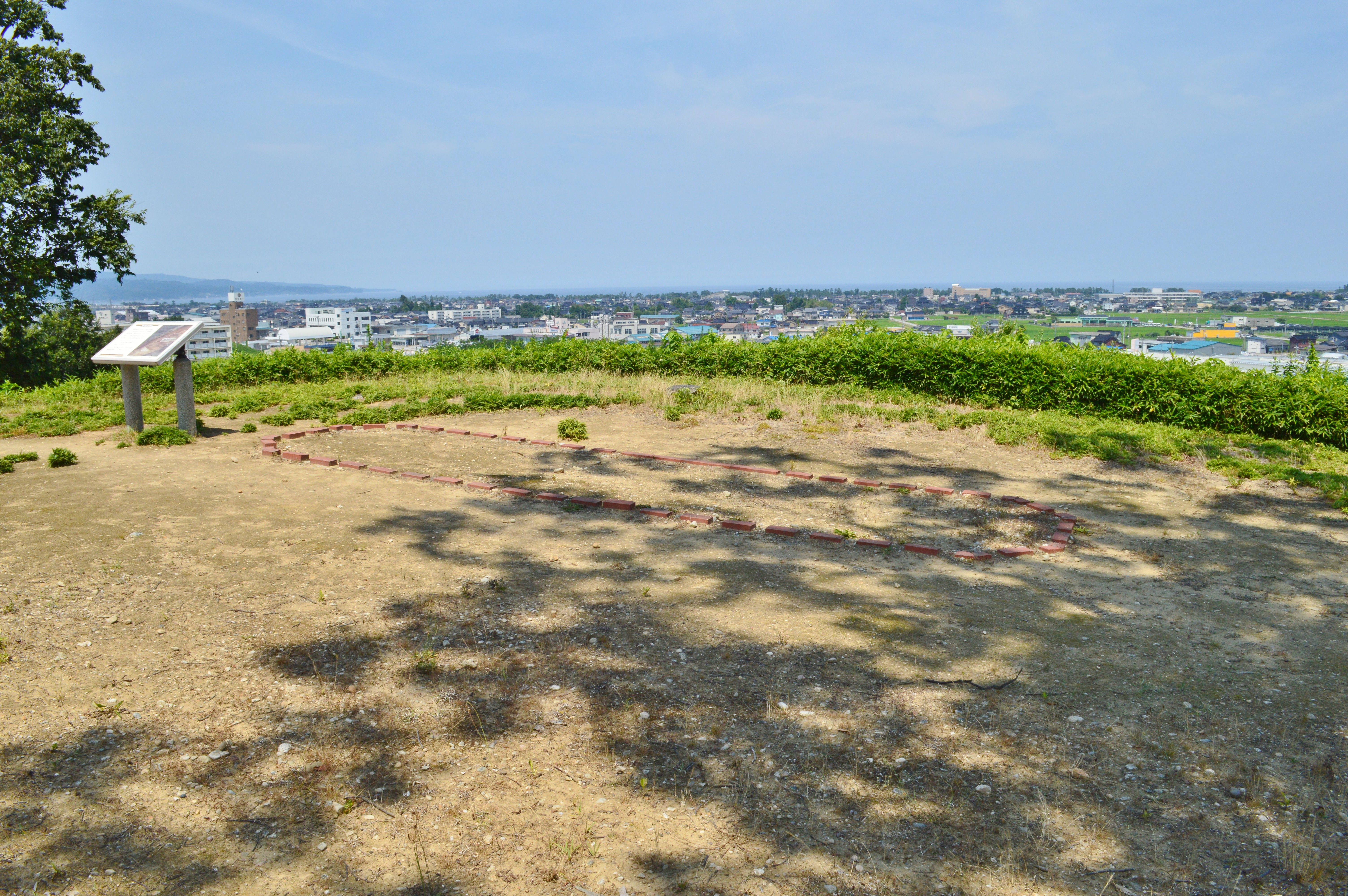
後方部分墳頂，中央部分推定為粘土槨，遠處為富山灣

古墳規模如下。
- 墳丘長：107.5米

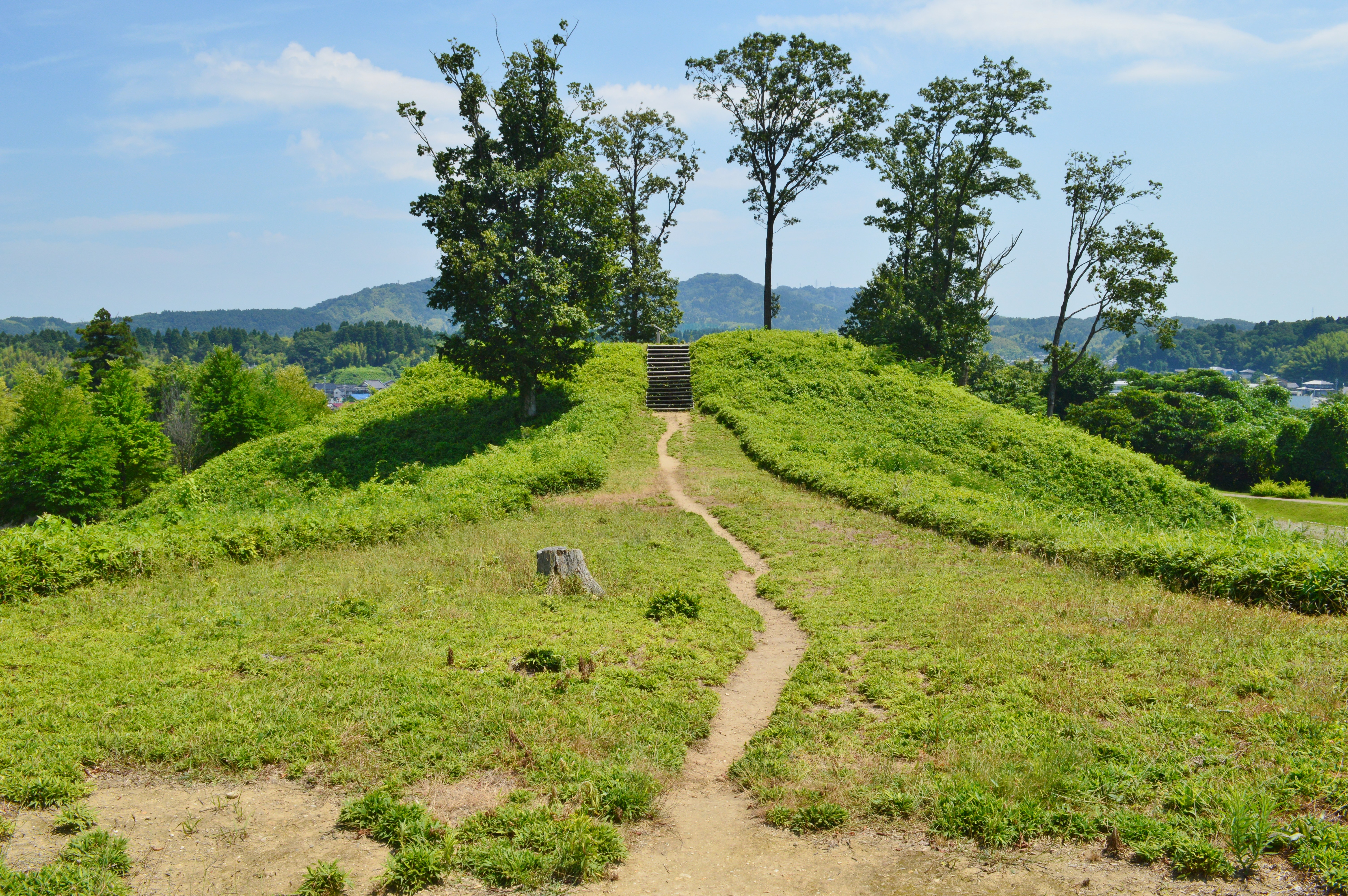
後方部分：兩層。
  - 長：54米
  - 寬：53米
  - 高：10米
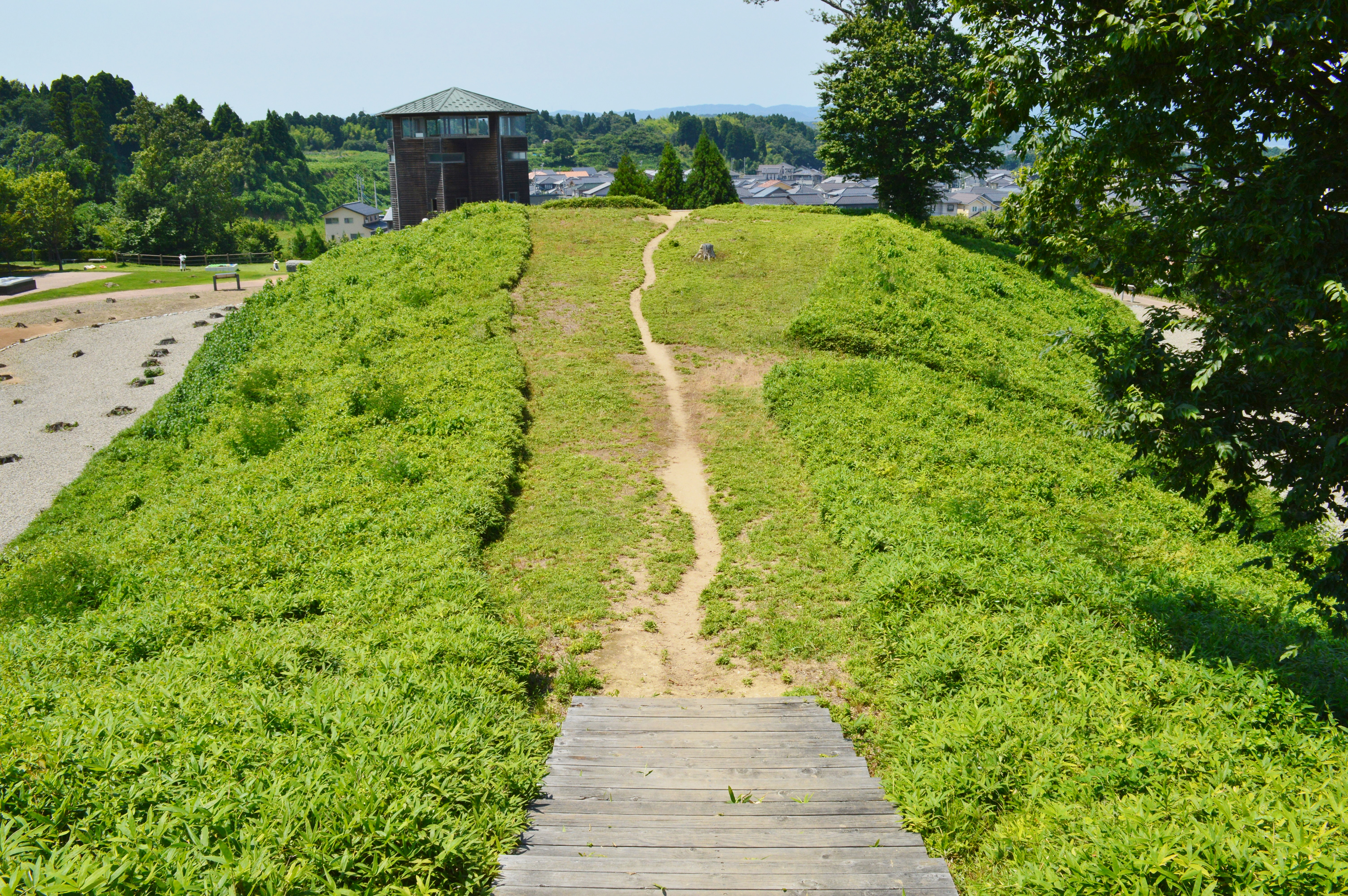
前方部分：兩層。
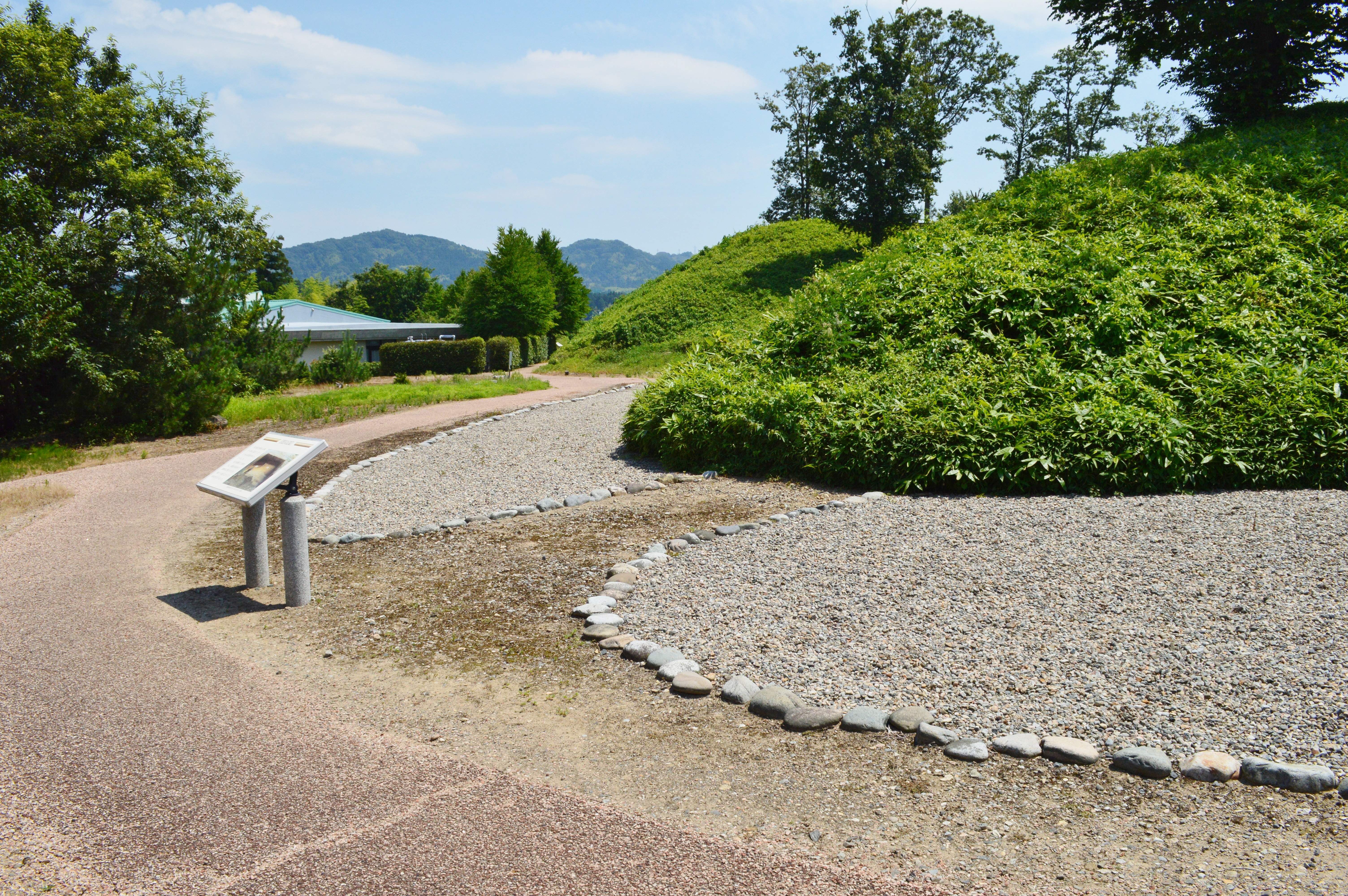
前方部東側角落的堤道
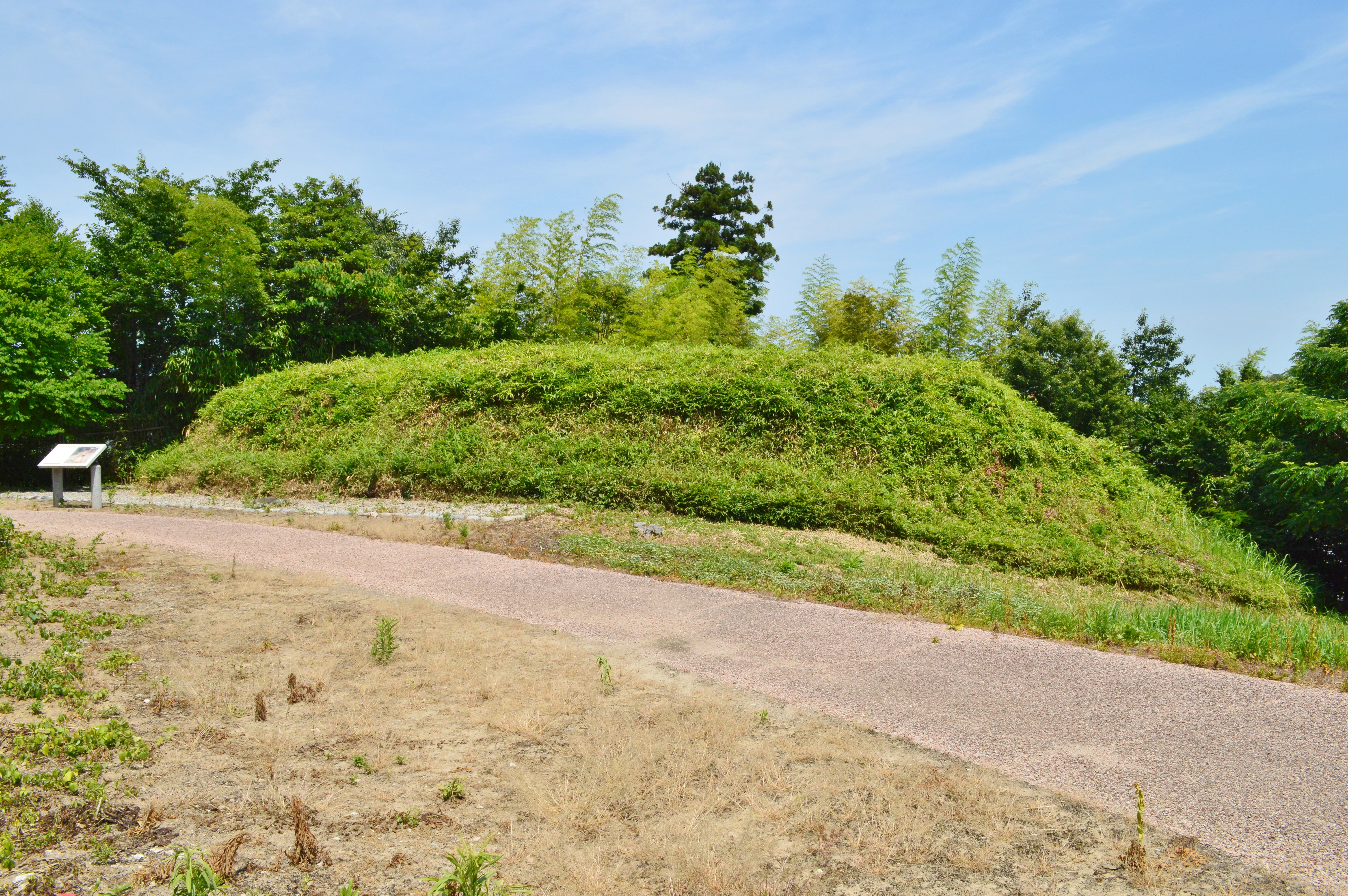
2號墳
  - 長：53.5米
  - 寬：49米
  - 高：6米

墳丘側面面向富山灣，正面面向二上山丘陵。墳丘的建造方法是將本來的山丘削成前方後方形，並且將路堤加上去，盛土的體積佔古墳總體積達六成。
墳丘的前方部分末端被不規則的周濠所包圍，周壕寬5至18米，深1.2至2.3米。另外，前方部分東側角落，建有堤道，寬約2.5米，長約5米。由於考古調查中出土了彌生土器碎片，因此古墳建成之前應該是彌生人的聚居地。
此外，古墳後方部分東側建有2號墳，為直徑25米的圓墳，墳丘周圍由寬約5米，深約1.6米的周濠所包圍，由於未曾進行調查，因此其主體部分的墓室形態和建造時期等均不明。由於2號墳的周濠與柳田布尾山古墳的後方部分的形態有關，有意見認為2號墳可能更早建成。
- 從前方部分望向後方部分
- 從後方部分望向前方部分
- 前方部東側角落的堤道
- 2號墳

## 文化財

### 日本國史跡
- 柳田布尾山古墳，2001年1月29日指定[5]。

## 外部連結
- - 國指定文化財等數據庫（日語）
- 柳田布尾山古墳について